# Marktplatz (Offenbach am Main)
Der Marktplatz ist ein Verkehrsknotenpunkt und zentraler Platz in Offenbach am Main. Er befindet sich in der Innenstadt und grenzt an die Straße gleichen Namens sowie an die Berliner Straße.

## Geschichte
Der Marktbetrieb begann 1703, nachdem sich die Stadt in den Jahren zuvor ausgedehnt hatte. Mit der Gründung eines Viehmarkts 1868 auf dem heutigen Wilhelmsplatz begann eine Verschiebung des Wochenmarkts dorthin, seit 1902 finden die regelmäßigen Markttage des Offenbacher Wochenmarktes statt.

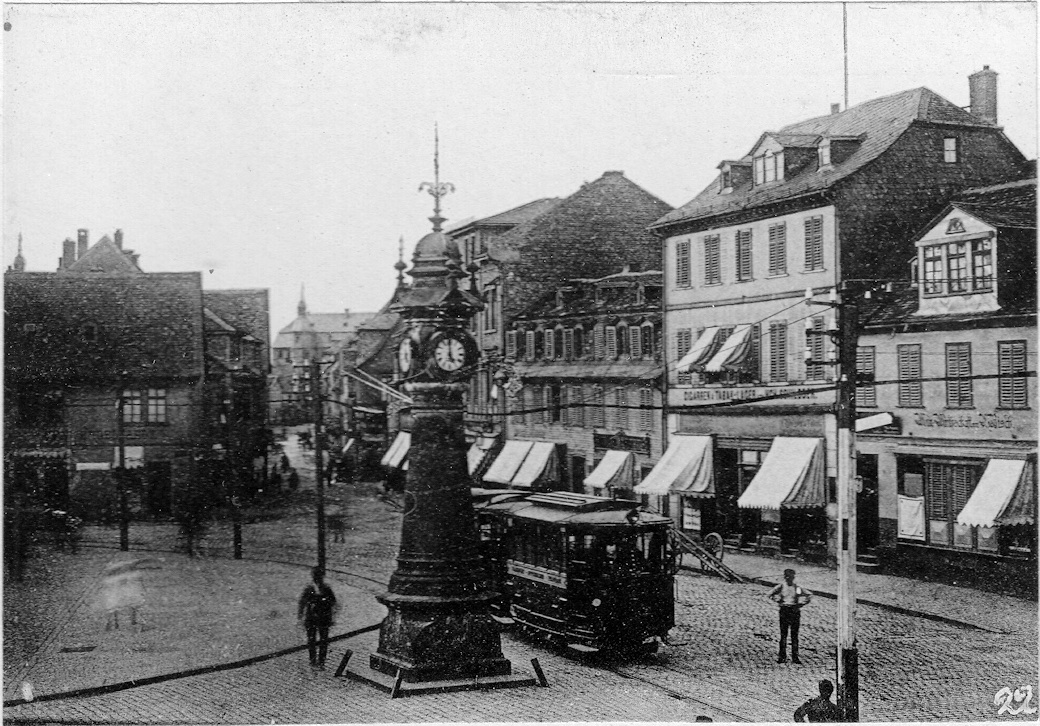
Uhrturm, 1895

Im 18. Jahrhundert wurde am Marktplatz ein Rathaus errichtet, das 1859 abgerissen wurde. Zwischen 1887 und 1927 befand sich ein Uhrturm auf dem Platz, der vom Offenbacher Schützenverein gespendet wurde. Wegen dessen Zwiebelspitze entstand der mundartliche Name „Zwiwwel“, das Bauwerk wurde zu einem bekannten Treffpunkt. Im Zuge von Bauarbeiten für die Straßenbahn wurde die Uhr abmontiert. Mehrere Initiativen in der zweiten Hälfte des 20. Jahrhunderts für den Wiederaufbau waren nicht erfolgreich.

## Verkehrsanbindung
Der 1995 eröffnete, unterirdische S-Bahnhof Offenbach Marktplatz  ist Teil des City-Tunnels Offenbach der S-Bahn Rhein-Main und wird von den Linien S1, S2, S8 und S9 angefahren.

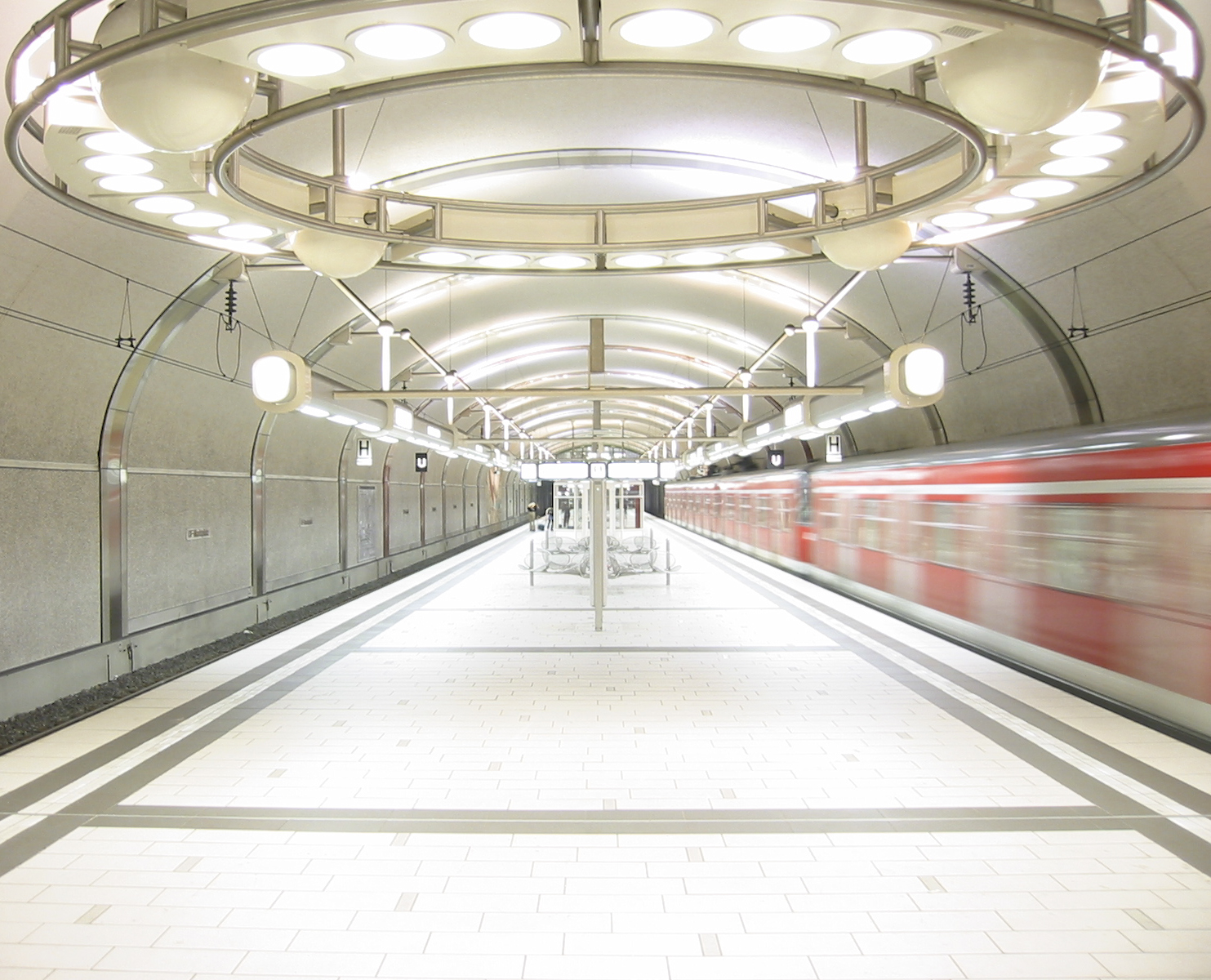
Die S-Bahn-Station Marktplatz

Viele lokale Buslinien sowie die Schnellbuslinie X83 haben an diesem Bahnhof einen oberirdischen, zentralen Umsteigeplatz beziehungsweise eine Endhaltestelle.
Bis 1996 verlief die Strecke der Straßenbahnlinie 16 von Frankfurt-Oberrad kommend bis zum Marktplatz (s. Straßenbahn Offenbach am Main).
Siehe auch: Nahverkehr in Offenbach am Main

## Gebäude
An den Marktplatz angrenzend befindet sich das frühere Kreishaus, das nach dem Umzug der Kreisverwaltung 2002 nach Dietzenbach komplett umgebaut wurde. Es erhielt eine neue Fassade und dient seit 2005 als Stadthaus, in dem verschiedene städtische Ämter untergebracht sind. In der Nähe befindet sich das als Bürogebäude genutzte, 120 m hohe Hochhaus City Tower Offenbach.

## Kunst

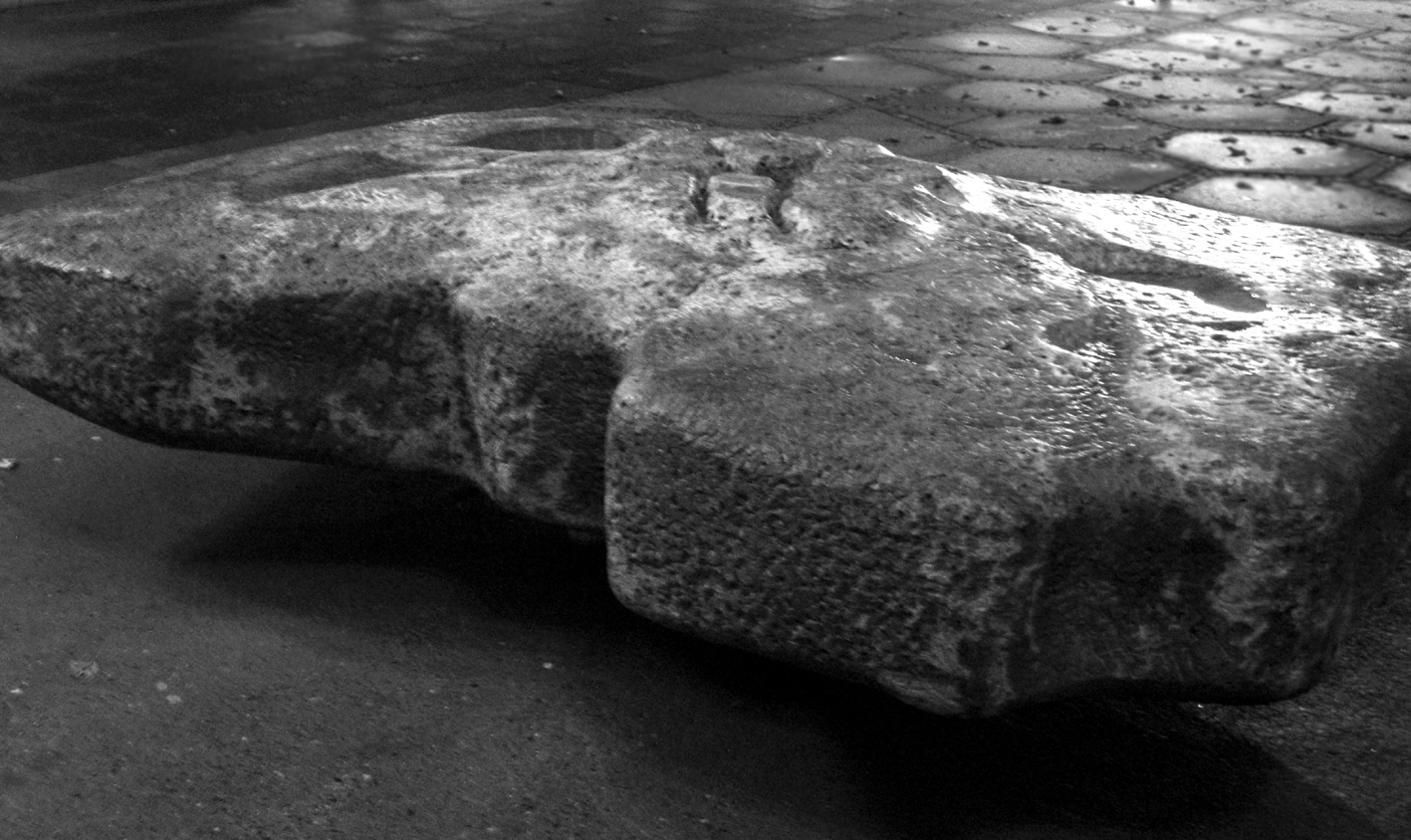
Brunnen von Ottomar Gassenmeyer

1971 wurde eine vom Offenbacher Bildhauer Ottomar Gassenmeyer geschaffene Brunnenanlage eingeweiht. Der 2 × 2,5 Meter große Brunnen besteht der hohen Kosten wegen aus Kirchheimer Muschelkalk. Vorgesehen war in der Planung ein Sprudelstein aus Bronze.